# 台湾问题国际化
台湾问题国际化，中華人民共和國在有关台湾问题上的一个术语，也稱為台灣問題非中國內政化，指将台湾问题定性为国际争端，应由国际组织或其他国家共同参与解决的理论，有悖于中华人民共和国政府“台湾问题纯属中国内政，不容任何外来干涉”的论述，中华人民共和国政府曾在多种场合表示反对。
中華人民共和國政府认为台湾问题属于中国内政，反对其他国家或国际组织插手台湾问题。1950年中華人民共和國政府發布的《告台湾同胞书》，認為美國將會企圖將台湾“国际托管”，由此呼籲台灣人民，應該放棄國民黨政府以及美國的支援，回歸中華人民共和國。播遷臺灣的中華民國政府在两岸对峙早期，因担心台湾被“国际托管”，也不同意国际组织介入台湾问题。
美國《台灣關係法》認為，西太平洋地區的和平為國際關切事項，對於台灣進行軍事行動，經濟抵制與禁運等手段，美國將會嚴重關切。
随着两岸实力发展变迁，台湾方面开始致力于将台湾问题国际化，希望通过国际组织或其他国家的干预，达到维持现状或实现独立之目的。

## 歷史
南韓總統尹錫悅於2023年訪談中，提出：「台灣議題不單純是中國與台灣之間的問題，而是跟兩韓關係同樣影響國際社會的全球性議題。」美國國務卿安東尼·布林肯於2023年提出，台灣問題非中國內政，是國際社會議題。中華人民共和國外长秦剛召開記者會抗議。